# القصيل (أورتزاغ)
القصيل هي إحدى مشيخات المملكة المغربية، تتبع جغرافيا لإقليم تاونات وإداريًا لأورتزاغ. يقدر عدد سكانها بـ 3119 نسمة حسب الإحصاء الرسمي للسكان والسكنى لسنة 2004.